# Andrea Vendramin
Andrea Vendramin (Venezia, 1400 – Venezia, 6 marzo 1478) è stato un politico italiano, doge della Repubblica di Venezia dal 1476 alla morte.

## Biografia

### Famiglia e giovinezza
Nacque, secondogenito dopo Luca, da Bartolomeo Vendramin e da Maria Michiel. La sua era una casata di recentissima affermazione, entrata nel patriziato nel 1381 grazie ai contributi offerti alla Repubblica dall'omonimo nonno, mercante di origini friulane, in occasione della guerra di Chioggia.
Il padre, già al secondo matrimonio e anziano, morì quando aveva solo due anni. Ad occuparsi della sua educazione fu quindi la famiglia materna, che a differenza di quella paterna era di nobiltà antica e riconosciuta.
Entrato in Maggior Consiglio il 3 dicembre 1418, poco dopo fu accusato di sodomia assieme al fratello, venendo tuttavia scagionato già il 16 marzo 1419. In questo periodo, va detto, il Consiglio dei Dieci aveva intrapreso un'accanita campagna per estirpare la piaga dell'omosessualità, tuttavia si ritrovò impreparato quando le indagini presero a coinvolgere personalità politiche, ecclesiastiche e delle arti di mestiere.
Nel 1426 sposò Regina Gradenigo, proveniente da un'altra prestigiosa famiglia e discendente dal doge Bartolomeo Gradenigo. Gli diede una numerosa prole: sette maschi (Bartolomeo, Nicolò, Alvise, Giovanni Francesco, Paolo e Girolamo) e almeno quattro femmine (Felicita, Orsa, Clara e Taddea, a cui forse vanno aggiunte Angela ed Elena).

### Carriera politica
La carriera politica del Vendramin si svolse sottotono per molti anni e solo in età avanzata subì un'impennata. Nel 1422 era caposestiere di Cannaregio, mentre fu eletto stabilmente in Senato non prima del 1440 e fino al 1453. Partecipò a poche missioni diplomatiche e non sembra aver assunto rettorati al di fuori del Dogado.
La tradizione spiega questo fatto con l'isolamento che la sua famiglia subì da parte delle casate più antiche e prestigiose. Tuttavia, è più probabile che Vendramin avesse trascurato la vita pubblica per dedicarsi alle attività imprenditoriali e mercantili; sappiamo infatti che con il fratello fu occupato nel commercio di seta e di grano e nella produzione di sapone.
Di certo non dovettero aiutarlo le accuse subite in giovane età. Tra il 1449 e il 1450, peraltro, sedette nel Consiglio dei Dieci e nel trattare alcuni casi di sodomia assunse un atteggiamento molto cauto, che molti giudicarono con sospetto.
Un altro episodio spiacevole avvenne nel 1454, quando lui e il fratello furono colpiti dalla crisi bancaria di quegli anni, aggravata da una vertenza insorta con un cassiere del banco Soranzo. Ciononostante, tra la fine dello stesso anno e l'inizio del successivo Andrea continuava a investire nel commercio di frumento, tanto da risultare creditore verso i Provveditori alle biade.
La sua attività politica si fece più intensa dalla metà degli anni 1450. Consigliere ducale nel 1454-55, nel 1458 e nel 1466, tornò nel Consiglio dei Dieci dal 1455 al 1457, anche in veste di capo e inquisitore. Inoltre, a partire da Pasquale Malipiero (1457), il Vendramin risultò costantemente tra gli elettori dogali o tra i correttori della promissione.
Nel periodo 1463-66 fu savio del Consiglio e intervenne più volte in Senato (solitamente su questioni di materia economica) dimostrando notevole equilibrio. A fine giugno 1467 fu nominato procuratore di San Marco de citra; durante questo mandato subì delle critiche per la libertà con cui amministrava le risorse a lui affidate, tanto che il 24 febbraio 1474 il Maggior Consiglio vietò ai procuratori di investire questi beni «in colliganciam». Nello stesso periodo fu scelto, con Ludovico Foscarini, per una missione presso papa Paolo II, ma entrambi rinunciarono per le loro cattive condizioni di salute.

### Dogato

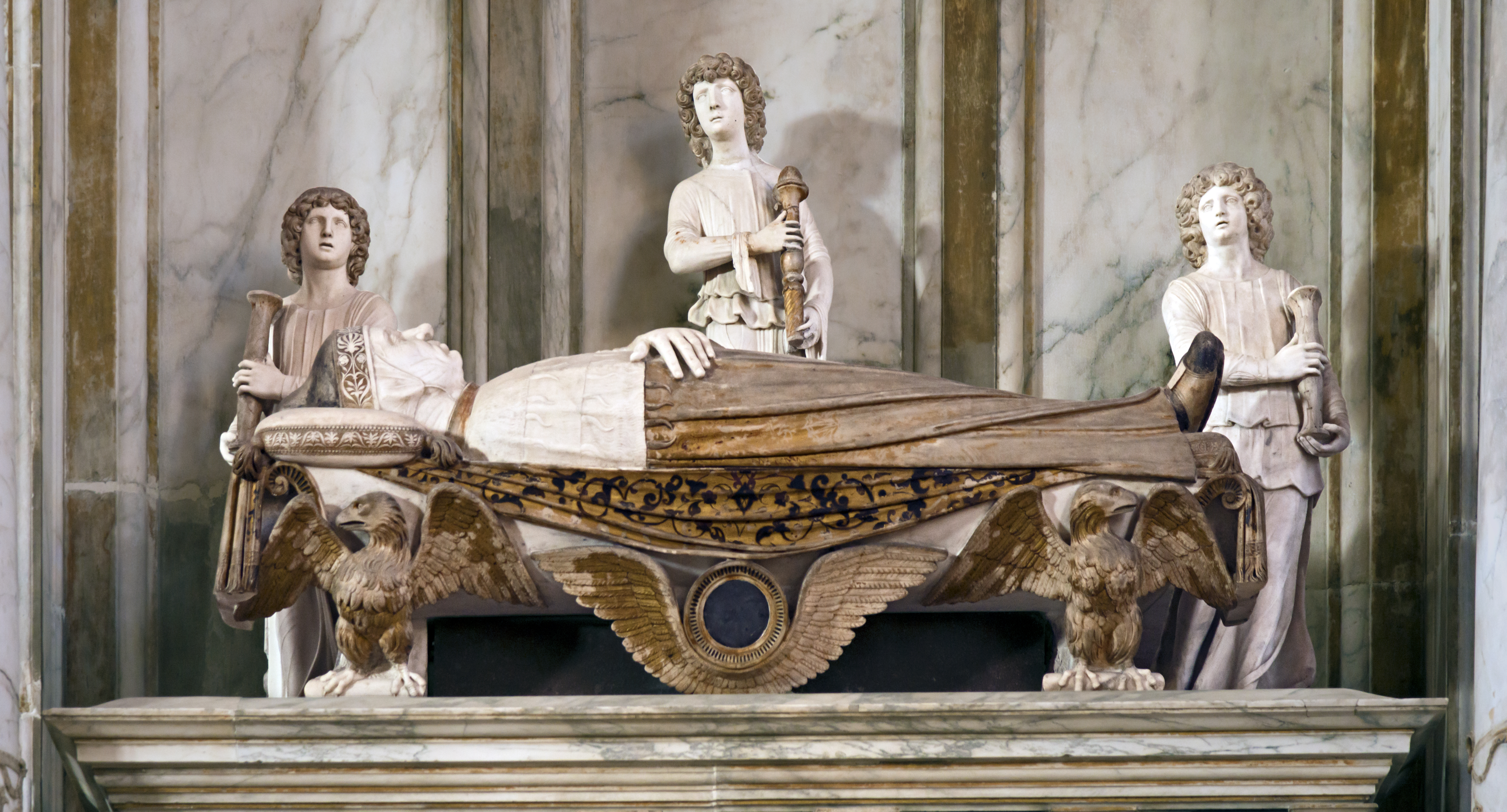
Tullio e Antonio Lombardo, Monumento funebre del doge Andrea Vendramin

La sua elezione a doge, il 5 marzo 1476, fu segnata dalle critiche di Filippo Tron che lamentava la recente nobiltà della sua famiglia. Grazie al suo cospicuo patrimonio poté elargire grandi quantità di denaro al popolo che lo festeggiava in piazza San Marco.
Proveniente dal ceto mercantile e imprenditoriale, anche in qualità di doge il Vendramin lavorò a diverse questioni riguardanti traffici, tasse e mutui. Per esempio si preoccupò di raccogliere denaro per finanziare l'annoso conflitto contro i Turchi, garantendo in prima persona i prestiti che il banco Soranzo concedeva al governo. La sua politica di controllo diretto sull'esazione fiscale fu adottata anche dai dogi successori, nonostante i limiti imposti dalla promissione ducale.
Ebbe un atteggiamento moderato per quanto riguarda la giustizia: non risultò mai tra i proponenti di pena nei processi e, anzi, fu molto attivo nel concedere grazie. La sua irreprensibilità fu messa in dubbio per l'atteggiamento "morbido" nei confronti del figlio Bartolomeo, esiliato nel feudo di famiglia di Latisana: rimase inerte quando questi, nonostante la condanna, tornò a Venezia nel 1477 e intervenne solo quando il savio di Terraferma Ludovico Lando aveva posto la scandalosa questione all'esame del Senato.
Morì nella notte del 6 marzo 1478. Il suo ragguardevole patrimonio, circa 160 000 ducati, fu ereditato dai figli maschi ancora in vita e dal nipote Daniele. Come da sue disposizioni, fu sepolto nella chiesa di Santa Maria dei Servi. Nel 1815, con la demolizione del luogo sacro, l'arca fu trasferita nella basilica dei Santi Giovanni e Paolo.